# Хијума
Хијума или Хију (ест. Hiiu maakond; Hiiumaa) један је од 15 округа у Естонији. Налази се у западном делу земље и обухвата острво Хијуму и неколико суседних мањих острва. Са површином од око 1.023 км2 територијално је најмањи међу естонским окрузима. Граничи се са округом Сарема на југу, те са округом Ланема на истоку. 
Главни и највећи град, а уједно и једино градско насеље на острву је Кардла. 
Према статистичким подацима из јануара 2016. на територији округа је живело 9.348 становника или у просеку 9,1 становник по квадратном километру. Округ је административно подељен на 4 општине.

## Географија
Округ Хијума налази се у западном делу Естоније, и целом својом површином налази се у акваторији Балтичког мора. Обухвата територију површине 1.023,26 км2 и по том параметру најмањи је међу 15 естонских округа. Територијално се граничи са округом Сарема на југу, односно са Ланемом на истоку, а од оба округа је одвојено плитком унутрашњом акваторијом Ришког залива Вајнамери.
У границама округа налазе се два велика острва, Хијума (980 км2) и Касари (19 км2) и бројна мања острвца. Највиша тачка је брдо Торнимаги које лежи на надморској висини од свега 68 метара.
Скоро 60% површине округа прекривено је шумама (највише боровим), што је највиши проценат у целој Естонији. Највише У централном делу Хијуме налазе се пространије мочварне површине на које отпада око 7% површина. Обрадива подручја чине око 23%. 

## Историја
Подручје Хијуме стално је насељено још од 5. миленијума пре нове ере, а на крајњем западу острва пронађена су мезолитска насеља ловаца на фоке, баш као и неколико добро очуваних гробница из гвозденог доба. Острво Хијума се у писаним изворима први пут помиње 1228. као Дагеида, а 1254. територијално је подељено између Еселвичке бискупије и Ливонског реда. Године 1563. цело подручје је анектирано од стране Шведске и у границама шведске државе остаје све до 1710. и Великог северног рата када улази у састав Руске Империје. 
Почетком 16. века на крајњем западу Хијуме Ханзеатска лига је саградила светионик који се данас сматра трећим најстаријим светиоником на свету који је непрекидно оперативан. 

## Административна подела
Округ Хијума административно је подељен на 4 руралне општине (ест. vallad), а једино градско насеље у округу је варошица Кардла, уједно главни и највећи град у округу. 
Општине округа Хијума су:
- Емасте
- Хију (општина) (укључујући и варош Кардла)
- Кајна
- Пихалепа